# Debla
La debla es un palo flamenco derivado de la toná. La palabra «debla» significa «diosa» en caló.
Como cante, la debla está emparentada con el martinete y con la carcelera, originarios del mismo tronco: romance-corríos-toná. Realmente, la debla es muy parecida al martinete, aunque tiene una estructura un poco más amplia, más recargada de melismas, más desolada y doliente. Sin embargo, tanto en su estructura poética como en su concepto musical, ambos palos son prácticamente iguales.
La debla fue un cante relativamente popular hacia mediados del siglo XIX, impulsada especialmente por cantaores como El Fillo, Varea el Viejo y El Planeta.